# Lorenzo Lenzi
Lorenzo Lenzi (Firenze, 23 ottobre 1516 – Macerata, 26 novembre 1571) è stato un vescovo cattolico, diplomatico e letterato italiano.

## Biografia

### Origini e formazione
Appartenente alla famiglia fiorentina dei Lenzi, nacque a Firenze il 23 ottobre 1516. Era figlio di Antonio di Piero e Costanza di Taddeo Gaddi, sorella del religioso Giovanni e del cardinale Niccolò Gaddi.
Furono proprio quest'ultimi ad influire sulla formazione del giovane Lorenzo, avvicinato alla letteratura e alla religione. Fu allievo di Annibale Caro e di Benedetto Varchi, che facevano parte della cerchia letteraria nata dall'impulso umanista dello zio, Giovanni Gaddi.
Lenzi ebbe con Varchi un rapporto di profonda amicizia ed affetto, che l'umanista definisce un amore «casto e sincero». Lenzi fu protagonista di un ritratto dedicatogli dal pittore Agnolo Bronzino, conservato nel Castello Sforzesco; nonché di un relativo sonetto dello stesso Varchi, che non nascondeva l'attrazione che provava per Lorenzo, considerato da quest'ultimo come un padre.

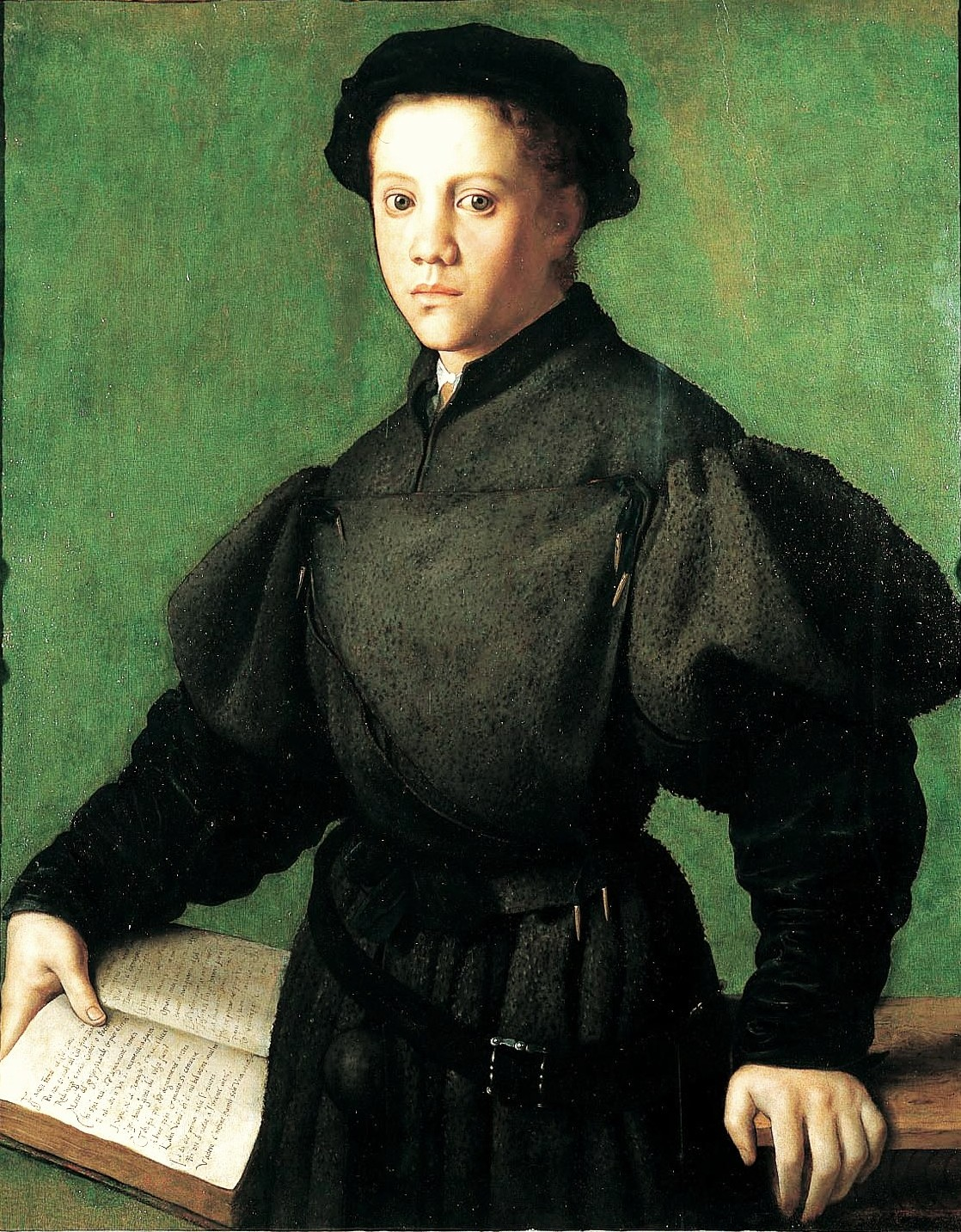
Agnolo Bronzino, Ritratto di Lorenzo Lenzi, Castello Sforzesco. Il giovane Lenzi è ritratto accanto ad un libro aperto, che presenta a fronte due componimenti: il sonetto XCVI del Canzoniere di Petrarca e un sonetto di Benedetto Varchi, dedicato a lui.

Alla morte del padre si trasferì a Bologna per studiare diritto sempre sotto la direzione dei due precettori, che profittavano del Lenzi per intercedere con gli ecclesiastici influenti della famiglia Gaddi. Continuò gli studi a Padova, dove partecipò come lettore all'Accademia degli Infiammati, poi di nuovo a Bologna, frequentando Ugolino Martelli e laureandosi in utroque iure.

### Carriera ecclesiastica
Il 5 dicembre 1544 ottenne da papa Paolo III (grazie all'influenza dello zio cardinale) la nomina di vescovo di Fermo, da dove alternò viaggi verso Roma tra il 1548 e il 1549. Nel 1544 fu nominato governatore di Orvieto e poi vicelegato del cardinal nipote Carlo Carafa, a Bologna l'11 settembre 1555.
Ebbe un ruolo anche come commissario generale dell'Esercito pontificio, nel contrasto all'avanzata militare del viceré di Napoli Fernando Álvarez de Toledo verso Roma.
Sempre nel 1556 fu nominato nunzio apostolico in Francia, ruolo probabilmente pensato da Carafa per la lontana parentela di Lenzi con Caterina de' Medici, che avrebbe potuto favorire i rapporti col papato. S'impegnò nella liberazione dei nipoti del papa Paolo IV, Diomede e Pietro Carafa, tenuti ostaggio da Filippo II.
Si trasferì poco dopo ad Avignone per la nomina, sopraggiunta il 7 febbraio 1562, di vicelegato della legazione per volere di Alessandro Farnese, dove organizzò assieme al rettore del Contado Venassino la repressione delle rivolte anticattoliche (narrate poi nei Sonetti contra gli ugonotti di Benedetto Varchi). Rimase ad Avignone fino al 5 febbraio 1566.
Successivamente fu di commissario generale del corpo ausiliare pontificio, ed ancora, governatore delle Marche. Morì a Macerata il 26 novembre 1571.